# Distrito electoral federal 12 de la Ciudad de México
El XII Distrito Electoral Federal de Ciudad de México es uno de los 300 Distritos Electorales en los que se encuentra dividido el territorio de México y uno de los 24 en los que se divide Ciudad de México. Su cabecera es la alcaldía Cuauhtémoc.
Desde la distritación de 2017, ocupa la sección centro y sur de la alcaldía Cuauhtémoc. Abarca el oriente del Centro Histórico de la Ciudad de México desde la calle República de Uruguay hasta el Eje 1 Oriente, la Doctores, la Obrera, la Roma, la Condesa, la Colonia Algarín, la colonia Asturias, la zona norte de la Calzada de la Viga, la Calzada del Chabacano y colonias al poniente del Mercado de Jamaica.

## Distritaciones anteriores

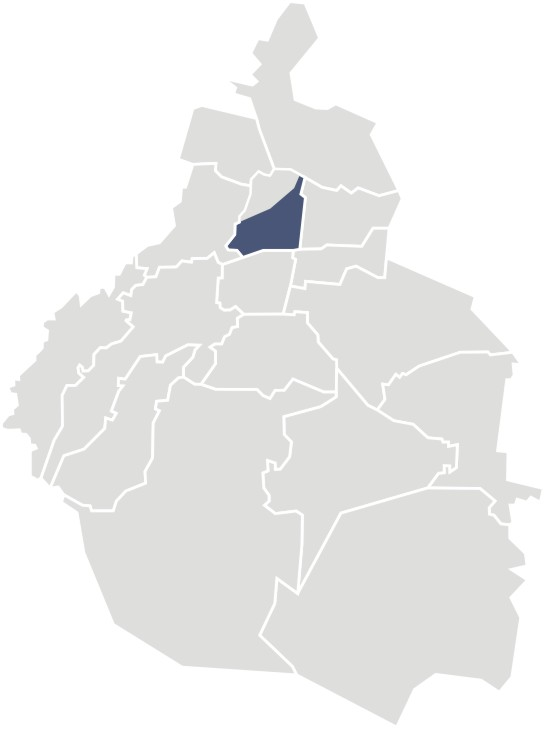
Ubicación del XII Distrito entre 2005 y 2017.

El XII Distrito de Ciudad de México (entonces Distrito Federal) surgió en 1863 para la conformación de la III Legislatura del Congreso de la Unión, con Manuel Fernando Soto como primer diputado federal por este distrito.

### Distritación 1978 - 1996
Para la distritación de 1978, vigente hasta 1996, el XII Distrito se ubicó dentro del territorio de la delegaciones Gustavo A. Madero y Venustiano Carranza.

### Distritación 1996 - 2005
Con la distritación de 1996, el distrito se estableció en parte del territorio de la delegación Cuauhtémoc, conformado por 194 secciones electorales.

### Distritación 2005 - 2017
Ocupó el territorio de la Delegación Cuauhtémoc situado al sur y este del Paseo de la Reforma y la Calzada de Guadalupe, por lo que incluye el Centro Histórico de la Ciudad de México, integrado por 244 secciones.

## Diputados por el distrito
| Diputado                                                       | Grupo parlamentario | Legislatura   | Periodo     |
| -------------------------------------------------------------- | ------------------- | ------------- | ----------- |
| Manuel Fernando Soto                                           |                     | III           | 1863 - 1865 |
| El XII distrito es suprimido en 1865. Es restablecido en 1912. |                     |               |             |
| Juan Sánchez Azcona                                            | PCP                 | XXVI          | 1912 - 1914 |
| Alfonso Herrera                                                |                     | Constituyente | 1916 - 1917 |
| Miguel A. Peralta                                              | PLC                 | XXVII         | 1917 - 1918 |
| Federico Silva                                                 | PLN                 | XXVIII        | 1918 - 1920 |
| Carlos Argüelles                                               | PLC                 | XXIX          | 1920 - 1922 |
| Luis N. Morones                                                |                     | XXX XXXI      | 1922 - 1926 |
| Ricardo Treviño                                                |                     | XXXII         | 1926 - 1928 |
| Carlos Almazán                                                 | POI                 | XXXIII        | 1928 - 1930 |
| Suprimido                                                      | Suprimido           | XXXIV         | 1930 - 1932 |
| Tomás A. Robinson                                              |                     | XXXV          | 1932 - 1934 |
| José G. Huerta                                                 |                     | XXXVI         | 1934 - 1937 |
| León García                                                    |                     | XXXVII        | 1937 - 1940 |
| Aarón Camacho López                                            | PRUN                | XXXVIII       | 1940 - 1943 |
| Leopoldo Hernández Partida                                     |                     | XXXIX         | 1943 - 1946 |
| Trinidad Rosales Rojas                                         |                     | XL            | 1946 - 1949 |
| Enrique Rangel Meléndez                                        |                     | XLI           | 1949 - 1952 |
| Heriberto Garrido Ordóñez                                      |                     | XLII          | 1952 - 1955 |
| Juan Gómez Salas                                               |                     | XLIII         | 1955 - 1958 |
| Adán Hernández Rojas                                           |                     | XLIV          | 1958 - 1961 |
| Rodolfo García Pérez                                           |                     | XLV           | 1961 - 1964 |
| Martha Andrade de Del Rosal                                    |                     | XLVI          | 1964 - 1967 |
| Martín Guaida Lara                                             |                     | XLVII         | 1967 - 1970 |
| Ignacio Sologuren Martínez                                     |                     | XLVIII        | 1970 - 1973 |
| Alberto Juárez Blancas                                         |                     | XLIX          | 1973 - 1976 |
| Miguel López Riveroll                                          |                     | L             | 1976 - 1979 |
| Roberto Castellanos Tovar                                      |                     | LI            | 1979 - 1982 |
| Wulfrano Leyva Salas                                           |                     | LII           | 1982 - 1985 |
| Joaquín López Martínez                                         |                     | LIII          | 1985 - 1988 |
| Fernando Sologuren Bautista                                    |                     | LIV           | 1988 - 1991 |
| Roberto Castellano Tovar                                       |                     | LV            | 1991 - 1994 |
| José Noe Moreno Carvajal                                       |                     | LVI           | 1994 - 1997 |
| Estrella Vázquez Osorno                                        |                     | LVII          | 1997 - 2000 |
| Samuel Yoselevitz Fraustro                                     |                     | LVIII         | 2000 - 2003 |
| Francisco Javier Saucedo                                       |                     | LIX           | 2003 - 2006 |
| José Alfonso Suárez del Real                                   |                     | LX            | 2006 - 2009 |
| Agustín Guerrero Castillo                                      |                     | LXI           | 2009 - 2012 |
| José Luis Muñoz Soria                                          |                     | LXII          | 2012 - 2015 |
| Alicia Barrientos Pantoja                                      |                     | LXIII         | 2015 - 2018 |
| Dolores Padierna Luna                                          |                     | LXIV          | 2018 - 2021 |
| Gabriela Sodi Miranda                                          |                     | LXV           | 2021 - 2024 |
| Mónica Elizabeth Sandoval Hernández                            | [ a ]               | LXVI          | 2024 -      |

1. ↑  Fue electa por el Partido de la Revolución Democrática pero al perder el registro a nivel nacional se integró a la bancada del Partido Revolucionario Institucional.

## Resultados electorales

### 2021
|  | 52.70 % |

|  | 33.02 % |

|  | 3.42 % |

|  | 2.00 % |

|  | 1.97 % |

|  | 1.48 % |

|  | 1.45 % |

|  | 0.75 % |

|  | 3.01 % |

|  | 0.20 % |

|  | 100 % |

|  | 52.28 % |

### 2018
|  | 49.8960 % |

|  | 26.8607 % |

|  | 12.4590 % |

|  | 4.8072 % |

|  | 2.1477 % |

|  | 0.1774 % |

|  | 3.6516 % |

|  | 100.00 % |

### 2012
| Elecciones federales de 2012         | Elecciones federales de 2012                           | Elecciones federales de 2012 | Elecciones federales de 2012    | Elecciones federales de 2012 | Elecciones federales de 2012 |
| Partido/Alianza                      | Partido/Alianza                                        | Candidato                    | Candidato                       | Votos                        | Porcentaje                   |
| ------------------------------------ | ------------------------------------------------------ | ---------------------------- | ------------------------------- | ---------------------------- | ---------------------------- |
|                                      | Partido Acción Nacional                                |                              | Sergio Gabriel García Colorado  |                              |                              |
|                                      | Compromiso por México (PRI, PVEM)                      |                              | María Carlota Rodríguez Cáceres |                              |                              |
|                                      | Movimiento Progresista (PT, Movimiento Ciudadano, PRD) |                              | José Luis Muñoz Soria           |                              |                              |
|                                      | Partido Nueva Alianza                                  |                              | Miguel Alberto García García    |                              |                              |
|                                      | No registrados                                         |                              |                                 |                              |                              |
|                                      | Nulos                                                  |                              |                                 |                              |                              |
| Total                                |                                                        |                              |                                 |                              |                              |
| Fuente: Instituto Federal Electoral. |                                                        |                              |                                 |                              |                              |

### 2009
|  | 19.95 % |

|  | 20.21 % |

|  | 24.82 % |

|  | 8.22 % |

|  | 9.28 % |

|  | 2.95 % |

|  | 1.99 % |

|  | 0.59 % |

|  | 11.99 % |

|  | 100.00 % |